# Луки (Могилёвская область)
Лу́ки (бел. Лукі) — деревня в составе Ленинского сельсовета Горецкого района Могилёвской области Республики Беларусь.
После войны и до 16 июля 1954 года центр Ворошиловского сельсовета. До 7 сентября 2000 года деревня входила в состав Ленинского сельсовета, до 13 июня 2002 года — в составе Ходоровского сельсовета.

## Население
- 1999 год — 26 человек
- 2010 год — 8 человек